# Barbecue Bob
Pour les articles homonymes, voir Barbecue (homonymie).
Robert Hicks, dit Barbecue Bob, est un chanteur, guitariste de blues américain, né, dans le comté de Walton, Géorgie, le 11 septembre 1902, décédé à Lithonia, Georgie, le 21 octobre 1931. Il doit son surnom à sa profession de cuistot dans un restaurant de barbecue (l'une des deux seules photographies de Bob le montre en tenue complète : tablier blanc et toque de cuisine).

## Biographie
Entre 1927 et 1930, Barbecue Bob fut un des bluesmen les plus populaires d'Atlanta.

## Discographie
- Chocolate to the bone
- 1927-1930 Discographie complète de Barbecue Bob.